# Hans Helmut Christmann
Pour les articles homonymes, voir Christmann.
Hans Helmut Christmann, né à Mayence le 28 août 1929 et mort le 21 juillet 1995 à Tübingen, est un linguiste, romaniste, médiéviste et historien des sciences allemand.

## Biographie
Hans Helmut Christmann naît à Mayence le 28 août 1929.

## Publications
- Lateinisch „calere“ in den romanischen Sprachen, Steiner Verlag, Wiesbaden, 1958
- Beiträge zur Geschichte der These vom Weltbild der Sprache, Mainzer Akademie der Wissenschaften, Mayence, 1967
- Idealistische Philologie und moderne Sprachwissenschaft, Fink Verlag, Munich, 1974
- Sprachwissenschaft des 19. Jahrhunderts, Wissenschaftliche Buchgesellschaft, Darmstadt, 1977
- Frau und „Jüdin“ an der Universität: Die Romanistin Elise Richter (Wien 1865 - Theresienstadt 1943), Mainzer Akademie der Wissenschaften, Mayence, 1980
- Romanistik und Anglistik an der deutschen Universität im 19. Jahrhundert, Mainzer Akademie der Wissenschaften, Mayence, 1985
- Ernst Robert Curtius und die deutschen Romanisten, Steiner Verlag, Stuttgart, 1987
- avec Frank-Rutger Hausmann, Deutsche und österreichische Romanisten als Verfolgte des Nationalsozialismus, Stauffenburg Verlag, Tübingen, 1989
- Tobler-Lommatzsch, Altfranzösisches Wörterbuch: U-venteler, venteler-vïaire, vïaire-vistece, vistece-vonjement, Steiner Verlag, Stuttgart, 1989, 1991, 1993 et 1995.

## Sources et références
- (de) Cet article est partiellement ou en totalité issu de l’article de Wikipédia en allemand intitulé « Hans Helmut Christmann » (voir la liste des auteurs).

1. ↑  « In memoriam – Hans Helmut Christmann (1929–1995) », Institut für Romanistik, Karl-Franzens-Universität Graz, juillet 1995.